# Codici di Leonardo da Vinci

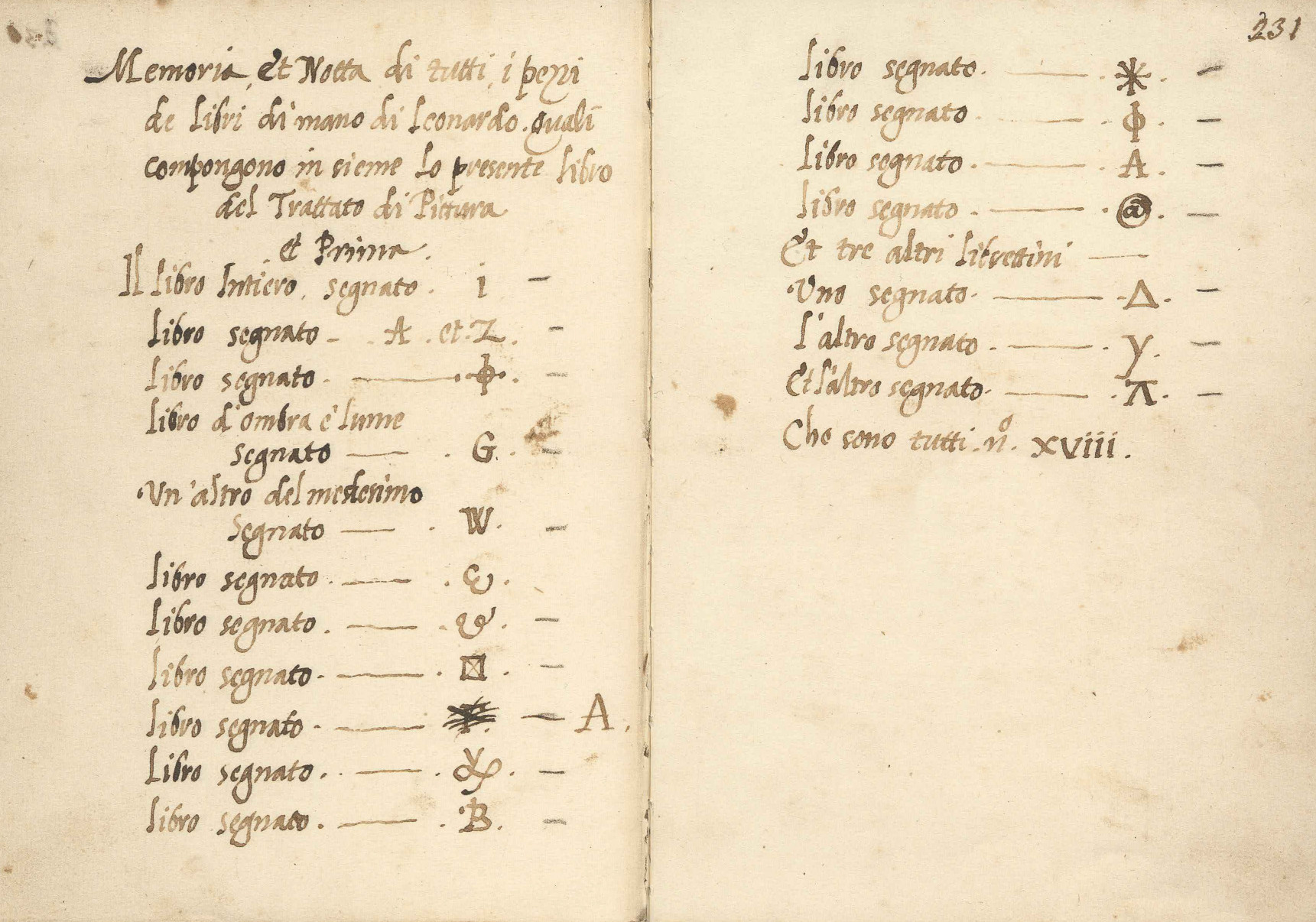
Elenco di «libri di mano di Leonardo» dal Libro di pittura (1546 circa)

I codici di Leonardo da Vinci sono raccolte di annotazioni, appunti e disegni realizzati da Leonardo da Vinci nel corso della propria vita su argomenti diversi.

## Storia
Nel 1517 risultava esistere un'«infinità di volumi» presso Leonardo ad Amboise.
(Antonio de Beatis, 10 ottobre 1517)
Nel 1519, alla morte di Leonardo, ci fu una prima dispersione dei manoscritti.

### Volumi perduti

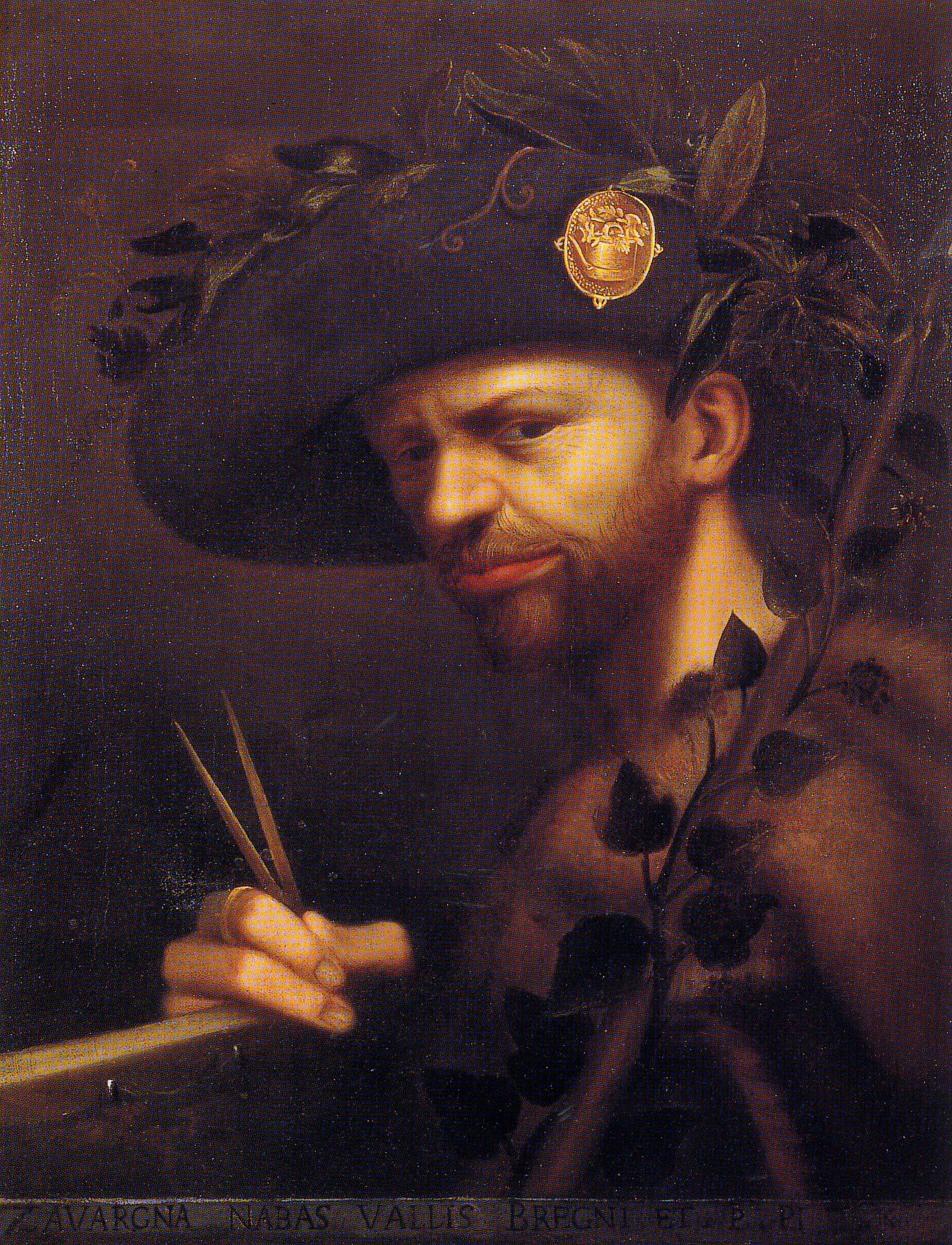
Giovanni Paolo Lomazzo

Si sono perse le tracce di almeno tre volumi, citati nel XVI secolo.
- Un manoscritto nel 1566 era nella biblioteca lasciata da Adolfo II Piccolomini, duca di Amalfi.[2]
- Nel 1568 Giorgio Vasari indicava che «sono nelle mani di ... (sic) il pittore milanese alcuni scritti di Leonardo, pur di caratteri scritti con la mancina a rovescio, che trattano della pittura e de' modi del disegno e colorire. Costui non è molto, che venne a Fiorenza a vedermi, desiderando stampar questa opera, e la condusse a Roma per dargli esito, né so poi che di ciò sia seguito»;[3] questo pittore milanese era forse Giovanni Paolo Lomazzo oppure Aurelio Luini.[4]
- Altro testo venne citato nel Trattato del 1584 dal Lomazzo come «un suo libro letto da me questi anni passati che egli scrisse di mano stanca à prieghi di Lodovico Sforza, duca di Milano, in determinatione di questa questione se è più nobile la pittura o la scoltura».[5]

### Codice Leicester
La storia del Codice Leicester non è del tutto nota. A quanto pare lo scultore Guglielmo Della Porta ne era in possesso fin dal 1537 quando si trasferì a Roma.
Le vicende successive del codice non sono note, dato che ricomparve solo attorno al 1690 in un cofano lasciato dal Della Porta e acquistato da Giuseppe Ghezzi.
(Documento del 1689)
(Da un documento dell'Archivio di Stato di Milano)
Attorno al 1717 il codice fu acquistato da Thomas Coke, conte di Leicester e rimase di proprietà degli eredi fino al 1980, quando fu messo all'asta. Fu acquistato da Armand Hammer il 12 dicembre 1980 per 5,6 milioni di dollari. Nel 1990, alla sua morte, lasciò il codice all'Armand Hammer Museum of Art and Cultural Center dell'Università della California.
Pochi anni dopo fu messo di nuovo in vendita e l'11 novembre 1994 il manoscritto fu acquistato da Bill Gates per 30.802.500 dollari.

### L'eredità di Francesco Melzi

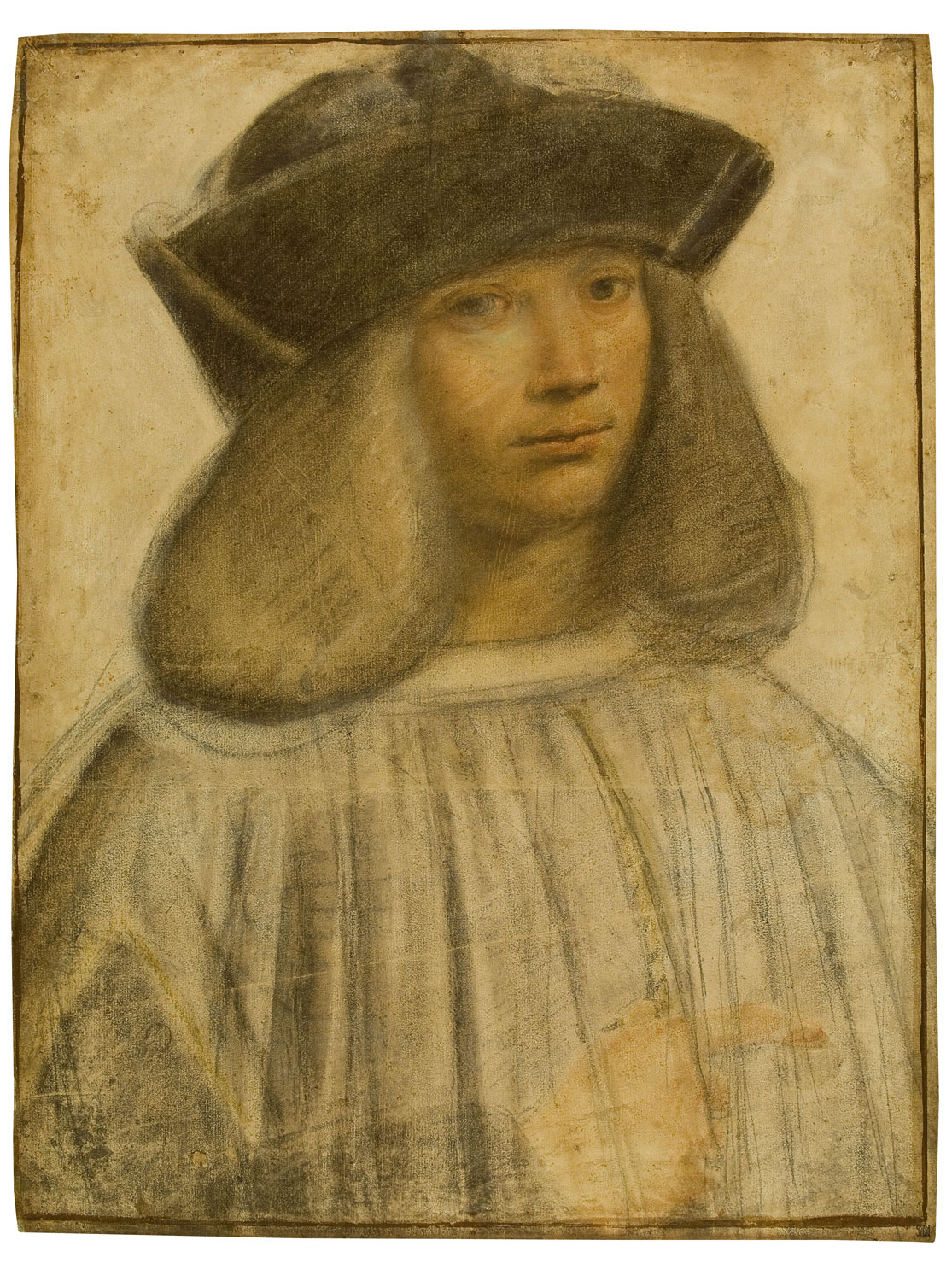
Ritratto ritenuto di Francesco Melzi

Un numero di codici imprecisato venne ereditato da Francesco Melzi per volere di Leonardo da Vinci. Fu egli probabilmente a realizzare il Trattato della pittura, che al termine riporta un elenco di 18 manoscritti di Leonardo sull'argomento.
Nel 1523 il Melzi tornò a Milano portando con sé le carte di Leonardo.
(da una lettera da Milano ad Alfonso I d'Este, duca di Ferrara, 6 marzo 1523)
Alla morte di Francesco Melzi, i manoscritti conservati nella villa di Vaprio d'Adda furono affidati al figlio Orazio e successivamente presero strade diverse a causa di sottrazioni e cessioni. Dei 18 manoscritti indicati nel Trattato della pittura solo sei sono oggi noti.

### Il "restauro" di Pompeo Leoni
Grazie a una breve cronaca lasciata da Giovanni Ambrogio Mazenta, è possibile ricostruire, anche se in modo vago, le vicende di parte dei testi. La famiglia Melzi aveva come insegnante Lelio Gavardi d'Asola, che attorno al 1587 sottrasse 13 libri di Leonardo per portarli a Firenze al granduca Francesco. Essendo però morto il granduca, il Gavardì si trasferì a Pisa insieme ad Aldo Manuzio il Giovane, suo parente; qui incontrò il Mazenta, al quale lasciò i libri affinché li restituisse alla famiglia Melzi. Il Mazenta li riportò a Orazio Melzi, che però non si interessò del furto e gli donò i libri; il Mazenta li consegno al fratello.
Lo scultore Pompeo Leoni, informato della presenza di manoscritti di Leonardo, li chiese a Orazio Melzi per il re Filippo II; ottenne la restituzione anche di sette volumi dai Mazenta, ai quali ne rimasero sei. Di questi sei, tre furono da loro donati rispettivamente all'arcivescovo Federico Borromeo (oggi Manoscritto C di Francia), al pittore Ambrogio Figino e a Carlo Emanuele I di Savoia, mentre gli altri tre in seguito furono ottenuti da Pompeo Leoni, che entrò così in possesso di un numero imprecisato di manoscritti e carte.
Il Leoni negli anni successivi organizzò i codici in suo possesso, riportando una sigla su ognuno di essi; sulla base di queste segnature, si è calcolato che fosse in possesso di almeno 46 manoscritti diversi. Nel 1589, impegnato in lavori al monastero dell'Escorial, si trasferì in Spagna; qui utilizzò il materiale di Leonardo in suo possesso (probabilmente smembrando anche codici già rilegati) per formare nuove raccolte come il Codice Atlantico e la Raccolta Windsor. Diversi manoscritti furono poi riportati in Italia, forse da Leoni nel 1604.
Il Leoni morì nel 1608 e furono suoi eredi i due figli maschi, Michelangelo e Giovanni Battista, morti pochi anni dopo. Una lettera del 1613 riporta una lista di beni leonardeschi che Giovanni Battista cercò di vendere a Cosimo II de' Medici, comprendente il Codice Atlantico, quindici manoscritti minori e alcuni disegni; all'epoca Pompeo Leoni era indicato anche come «Aretino».
(Estratto dalla lettera da Alessandro Beccari a Andrea Cioli, 18 settembre 1613)
Non si raggiunse un accordo per la vendita. Nel luglio 1615 la possibilità di acquistare il Codice Atlantico suscitò l'interesse del cardinale Federico Borromeo.
(Estratto da una lettera di Federico Borromeo, 25 luglio 1615)
Però dal maggio 1615, con la morte di Giovanni Battista, era iniziata una disputa per l'eredità di Pompeo Leoni tra altri due figli: un figlio illegittimo che aveva l'identico nome del padre e la figlia Vittoria, moglie di Polidoro Calchi. Solo dopo un accordo concluso nel 1621 Vittoria e il marito poterono iniziare la vendita dei manoscritti.
|                                                         |                                                         |                          |                                                                            |                               |                               |                          |                          |
|                                                         |                                                         |                          | Leone (1509 ca-1590) sp. Diamante (1509 ca-1591)                           |                               |                               |                          |                          |
|                                                         |                                                         |                          |                                                                            |                               |                               |                          |                          |
|                                                         |                                                         |                          |                                                                            |                               |                               |                          |                          |
|                                                         |                                                         |                          | Pompeo (1531-1608) sp. nel 1596 Stefanilla di Perez de Mora (1544 ca-1604) |                               |                               |                          |                          |
|                                                         |                                                         |                          |                                                                            |                               |                               |                          |                          |
|                                                         |                                                         |                          |                                                                            |                               |                               |                          |                          |
| Vittoria (1571-?) sp. nel 1588 Polidoro Calchi († 1632) | Vittoria (1571-?) sp. nel 1588 Polidoro Calchi († 1632) | Michelangelo (1573-1611) | Michelangelo (1573-1611)                                                   | Giovanni Battista (1575-1615) | Giovanni Battista (1575-1615) | Pompeo (?-?) illegittimo | Pompeo (?-?) illegittimo |

### Galeazzo Arconati e la Biblioteca Ambrosiana

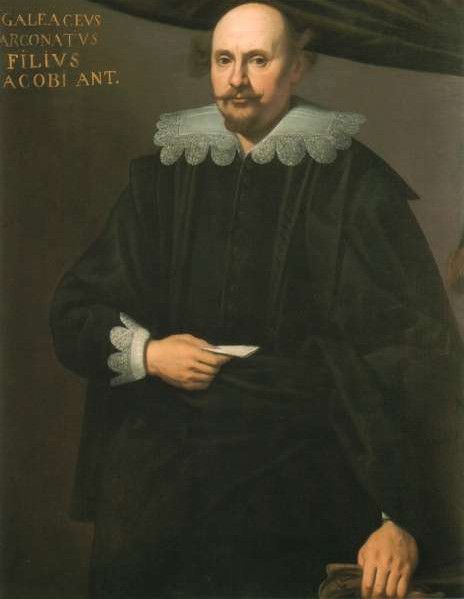
Galeazzo Arconati

Tra il 1622 e il 1630 il Calchi vendette al conte Galeazzo Arconati vari manoscritti, compreso il Codice Atlantico. Non è nota la data esatta della cessione, ma esiste una ricevuta del 28 agosto 1622 rilasciata da Francesco Maria Calchi, figlio di Polidoro, che indicava una somma di 445 ducatoni dovuta dall'Arconati.
Galeazzo Arconati era legato a Federico Borromeo, suo parente per parte di madre e suo tutore in gioventù.
|                                                         |                                                         |                                                          |                                                          |
|                                                         | Renato Trivulzio († 1545) sp. Isabella Borromeo         |                                                          |                                                          |
|                                                         |                                                         |                                                          |                                                          |
|                                                         |                                                         |                                                          |                                                          |
| Lucia Trivulzio sp. Luigi Visconti                      | Lucia Trivulzio sp. Luigi Visconti                      | Margherita Trivulzio († 1601) sp. Giulio Cesare Borromeo | Margherita Trivulzio († 1601) sp. Giulio Cesare Borromeo |
|                                                         |                                                         |                                                          |                                                          |
|                                                         |                                                         |                                                          |                                                          |
| Anna Visconti (1557-1617) sp. Giovanni Antonio Arconati | Anna Visconti (1557-1617) sp. Giovanni Antonio Arconati | Federico Borromeo (1564-1631)                            | Federico Borromeo (1564-1631)                            |
|                                                         |                                                         |                                                          |                                                          |
|                                                         |                                                         |                                                          |                                                          |
| Galeazzo Arconati                                       |                                                         |                                                          |                                                          |

Forse proprio per questo legame, con atto del 21 gennaio 1637 egli donò dodici manoscritti alla Biblioteca Ambrosiana (Codice Atlantico, dieci codici e copia del De Divina Proportione), fondata dal Borromeo nel 1609.
A ringraziamento del donatore venne posta una lapide nella Biblioteca sormontata da un tondo con un busto in rilievo.
(Iscrizione della lapide)
Il riferimento nella lapide a un'offerta del re d'Inghilterra (per il Codice Atlantico) rifiutata dall'Arconati è supportato da una dichiarazione giurata, inserita nell'atto di donazione, che indica re Giacomo I (1566-1625), ma con la data impossibile dell'anno 1630; per questo motivo diverse fonti considerano come offerente il successore Carlo I, in carica dal 1625. Altra ipotesi è che il tentativo di acquisto del volume fosse un'iniziativa di lord Arundel con l'intenzione di donarlo al re; lord Arundel acquistò un altro codice di Leonardo probabilmente nello stesso periodo.
Galeazzo Arconati in un momento successivo sostituì uno dei manoscritti donati con un altro manoscritto di origine incerta. Il manoscritto che non donò alla Biblioteca (oggi Codice Trivulziano 2162) giunse in seguito a Gaetano Caccia († 1752) che lo vendette a Carlo Trivulzio (1715-1789); nel 1935 fu acquisito dal Comune di Milano.
Nel 1674 un altro codice fu donato alla Biblioteca da Orazio Archinto, portando a 13 il totale di codici posseduti.

### Spoliazioni napoleoniche

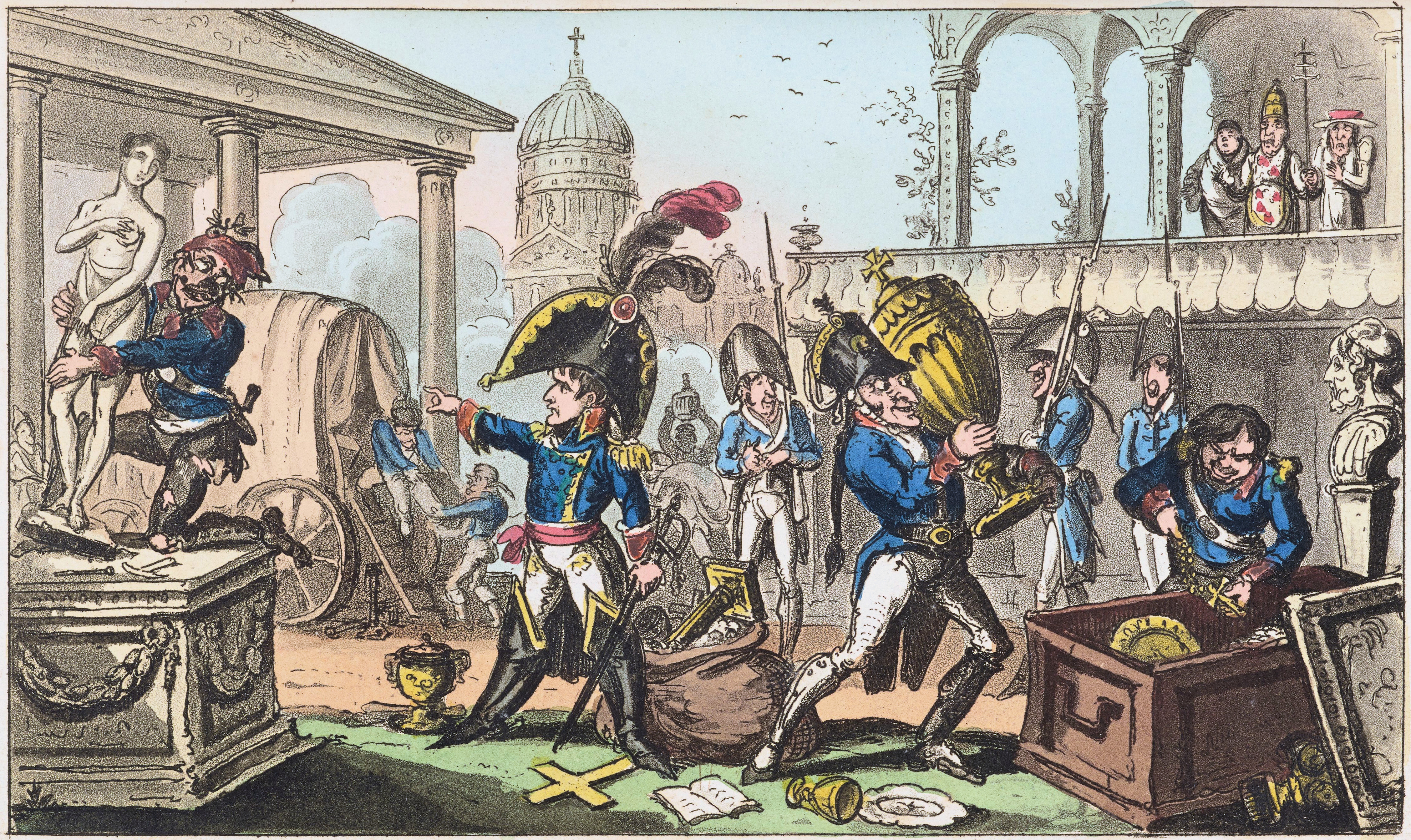
Sottrazioni dei cimeli artistici italiani da parte di Napoleone in una caricatura inglese

Nel 1796 Napoleone Bonaparte ordinò lo spoglio di tutti gli oggetti artistici o scientifici che potevano arricchire musei e biblioteche di Parigi. Il 24 maggio il commissario di guerra Peignon si presentò all'Ambrosiana insieme all'incaricato Pierre-Jacques Tinet (1753-1803) con l'elenco degli oggetti di cui doveva impossessarsi, fra cui «le carton des ouvrages de Leonardo d'Avinci (sic)». Le casse contenenti gli oggetti d'arte tolti a Milano vennero spedite a Parigi il 29 maggio, ma giunsero solo il 25 novembre. Il 14 agosto venne stabilito di portare la cassa n. 19, contenente il Codice Atlantico, alla Biblioteca nazionale di Francia; all'Institut de France era destinata invece altra cassa contenente gli altri dodici manoscritti.
Quando le truppe alleate occuparono Parigi nel 1815, ognuna delle potenze interessate affidò ad un proprio Commissario l'incarico di ricuperare gli oggetti d'arte di cui era stata spogliata; Franz Xaver barone von Ottenfels-Gschwind, incaricato dall'Austria di riprendere gli oggetti d'arte tolti alla Lombardia, essendo questa ritornata sotto il dominio austriaco, non ottenne tutti i codici vinciani sottratti dalla Biblioteca Ambrosiana, benché ne avesse una nota esatta. Quando si presentò alla Bibliothèque nationale, vi trovò solo il Codice Atlantico; invece di cercare di rintracciare e riavere gli altri manoscritti, si accontentò di tre altri volumi (vecchie copie di codici vinciani che considerò originali) e il 5 ottobre 1815 rilasciò la ricevuta «a eccezione di nove volumi manoscritti di mano di Leonardo da Vinci, che secondo la dichiarazione dei signori conservatori non sarebbero mai arrivati alla Biblioteca del Re» («à l'exception de neuf volumes mss. de main de Leonardo da Vinci, lesquels d'après la déclaration de messieurs les conservateurs, ne seraient point arrivés à la Bibliothèque du Roi»).

### Sottrazioni di Guglielmo Libri e ricostruzioni
Attorno al 1840 il matematico e bibliofilo Guglielmo Libri sottrasse diverso materiale da biblioteche a Firenze e a Parigi; dall'Institut de France sottrasse diverse parti dai manoscritti provenienti dalla Biblioteca Ambrosiana.
Riunì vari fogli in due volumi, venduti poi al conte Bertrand Ashburnham (1797-1878). Parte delle sottrazioni fu rivenduta all'Institut de France dal successivo conte di Ashburnham (1840-1913), ma alcune parti risultarono mancanti.
Staccò l'intero Codice sul volo degli uccelli che era inserito in uno dei manoscritti. La parte principale fu acquistata da Giacomo Manzoni (1816-1889) e venduta dagli eredi nel 1892 a Fëdor Vasil'evič Sabašnikov che l'anno successivo recuperò anche uno dei cinque fogli mancanti; donò il codice a Umberto I che lo pose nella Biblioteca Reale. Un altro foglio fu recuperato nel 1903, mentre gli ultimi tre mancanti furono donati nel 1926 al re Vittorio Emanuele III da Henry Fatio.

### Altri manoscritti
Tra i vari manoscritti citati di cui non si hanno oggi notizie, c'è quello che il 30 marzo 1866 sarebbe stato ritrovato dal dott. Giuseppe Ortori nella Biblioteca Ambrosiana «riguardante i fenomeni della luce rispetto alla pittura»; il manoscritto, formato di 112 fogli e in pergamena (forse riferimento alla sola rilegatura). La notizia fu ripresa da varie pubblicazioni europee.
(da «Kunstkronijk»)

## Codici
Elenco dei codici esistenti, con le caratteristiche principali. Le date riportate sono puramente indicative; per alcuni manoscritti si hanno interpretazioni diverse da parte degli studiosi.
| Nome                          | Dimensioni | Dimensioni | Fogli   | Fogli   | Parti | Data   | Data | Conservazione                           |
| Nome                          | Alt.       | Larg.      | Origine | Attuali | Parti | Tra il | E il | Conservazione                           |
| ----------------------------- | ---------- | ---------- | ------- | ------- | ----- | ------ | ---- | --------------------------------------- |
| Codice Atlantico              | 65         | 44         | 401     | 1 119   |       | 1478   | 1519 | Biblioteca Ambrosiana (Milano)          |
| Royal Collection              |            |            |         | 234     |       | 1478   | 1518 | Castello di Windsor (Berkshire)         |
| Codice Arundel 263            | 21         | 15         |         | 283     |       | 1478   | 1519 | British Library (Londra)                |
| Manoscritto A di Francia      | 22         | 15         | 114     | 97      | 1     | 1490   | 1492 | Institut de France (Parigi)             |
| Manoscritto B di Francia      | 23         | 16         | 100     | 95      | 1     | 1487   | 1489 | Institut de France (Parigi)             |
| Manoscritto C di Francia      | 31,5       | 22         | 32      | 32      | 1     | 1490   | 1491 | Institut de France (Parigi)             |
| Manoscritto D di Francia      | 22,5       | 16         | 10      | 10      | 1     | 1508   | 1509 | Institut de France (Parigi)             |
| Manoscritto E di Francia      | 14,5       | 10         | 96      | 80      | 1     | 1513   | 1514 | Institut de France (Parigi)             |
| Manoscritto F di Francia      | 14,5       | 10,5       | 96      | 96      | 1     | 1508   | 1509 | Institut de France (Parigi)             |
| Manoscritto G di Francia      | 14         | 10         | 96      | 93      | 1     | 1510   | 1516 | Institut de France (Parigi)             |
| Manoscritto H di Francia      | 10,5       | 8          | 142     | 142     | 3     | 1493   | 1494 | Institut de France (Parigi)             |
| Manoscritto I di Francia      | 10         | 7,5        | 144     | 139     | 2     | 1497   | 1499 | Institut de France (Parigi)             |
| Manoscritto K di Francia      | 9,6        | 6,5        | 128     | 128     | 3     | 1503   | 1507 | Institut de France (Parigi)             |
| Manoscritto L di Francia      | 10         | 7          | 96      | 94      | 1     | 1497   | 1504 | Institut de France (Parigi)             |
| Manoscritto M di Francia      | 10         | 7          | 96      | 96      | 1     | 1495   | 1500 | Institut de France (Parigi)             |
| Codice Forster I              | 14,5       | 10         |         | 54      | 2     | 1487   | 1505 | Victoria and Albert Museum (Londra)     |
| Codice Forster II             | 9,5        | 7          |         | 158     | 2     | 1495   | 1497 | Victoria and Albert Museum (Londra)     |
| Codice Forster III            | 9          | 6          | 94      | 94      | 1     | 1493   | 1505 | Victoria and Albert Museum (Londra)     |
| Codice sul volo degli uccelli | 21         | 15         | 18      | 18      | 1     | 1506   | 1506 | Biblioteca Reale (Torino)               |
| Codice Trivulziano 2162       | 20,5       | 14         | 62      | 51      | 1     | 1487   | 1490 | Castello Sforzesco (Milano)             |
| Codice di Madrid I            | 21         | 15         | 192     | 184     | 1     | 1490   | 1508 | Biblioteca nazionale di Spagna (Madrid) |
| Codice di Madrid II           | 21         | 15         | 157     | 157     | 2     | 1491   | 1505 | Biblioteca nazionale di Spagna (Madrid) |
| Codice Leicester              | 29         | 22         | 36      | 36      | 1     | 1506   | 1510 | Bill Gates (collezione privata)         |

### Segnature

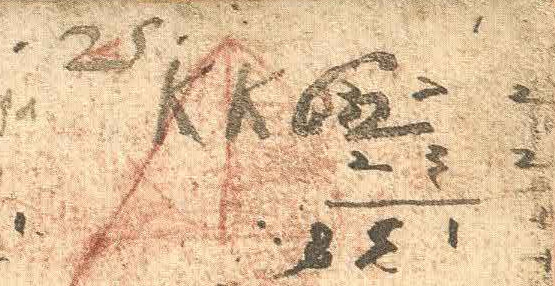
Numerazione (25) e segnatura (KK 62) della prima parte del codice Forster II, c. 1r

I codici riportano indicazioni di catalogazione, inserite in epoche diverse dai possessori.
Alcuni codici o parti di codici riportano una numerazione progressiva e una segnatura alfanumerica (una o più lettere e un numero, riconducibile al numero di fogli del codice). Dal loro studio si è ipotizzato di poter ricostruire la catalogazione di Pompeo Leoni. Il valore più alto della numerazione è 46, che corrisponderebbe al numero minimo di manoscritti da lui posseduto.
| Codice             | Codice | Formato       | Numerazione | Segnatura | Segnatura | Note                                                           |
| Nome               | Parte  | Formato       | Numerazione | Lettere   | Fogli     | Note                                                           |
| ------------------ | ------ | ------------- | ----------- | --------- | --------- | -------------------------------------------------------------- |
| Madrid I           |        | In quarto     | 5           | A         | 190       | Numerazione e segnatura c. 191v.                               |
| Francia B          |        | In quarto     |             | Be        | 100       | Segnatura (parzialmente cancellata) c. 100v.                   |
| Madrid II          | 1      | In quarto     | 6           | C         | 140       | Numerazione c. 1r; segnatura c. 140v.                          |
| Francia A          |        | In quarto     | 3           | Da        | 114       | Numerazione c. 1r; segnatura c. 114v.                          |
| Trivulziano 2162   |        | In quarto     | 10          | Ge        | 55        | Numerazione c. 1r; segnatura c. 51v.                           |
| Volo degli uccelli |        | In quarto     | 9           | K         | 18        | Numerazione e segnatura c. 18v.                                |
| Madrid II          | 2      | In quarto     | 4           | Le        | 17        | Numerazione c. 141r; segnatura c. 157v.                        |
| Forster I          | 1      | In ottavo     | 16          | Oe        | 38        | Numerazione c. 3r; segnatura c. 40v.                           |
| Francia I          | 2      | In sedicesimo | 21          | T         | 91        | Numerazione e segnatura c. 139v.                               |
| Francia H          | 1      | In sedicesimo | 33          | Xe        | 64        | Numerazione e segnatura c. 1r.                                 |
| Francia H          | 2      | In sedicesimo | 34          | Ye        | 46        | Numerazione c. 64v; segnatura c. 94v.                          |
| Forster II         | 2      | In sedicesimo | 36          | We        | 93        | Numerazione c. 159r; segnatura c. 158v.                        |
| Forster I          | 2      | In ottavo     | 46          | BB        | 14        | Numerazione c. 41r; segnatura c. 54v.                          |
| Francia I          | 1      | In sedicesimo | 20          | II        | 48        | Numerazione e segnatura c. 48v.                                |
| Forster II         | 1      | In sedicesimo | 25          | KK        | 62        | Numerazione e segnatura c. 1r; altra segnatura «II 48» c. 63v. |
| Francia K          | 3      | In sedicesimo | 45          | LL        | 48        | Numerazione e segnatura c. 128v.                               |
| Francia H          | 3      | In sedicesimo | 35          | NN        | 48        | Numerazione e segnatura c. 142v.                               |
| Francia K          | 1      | In sedicesimo | 44          | OO        | 47        | Numerazione c. 1r; segnatura 48v.                              |
| Francia K          | 2      | In sedicesimo | 42          | SS        | 32        | Numerazione e segnatura c. 80v.                                |
| Forster III        |        | In sedicesimo | 17          |           |           | Numerazione c. 1r. Manca segnatura.                            |